# Adonai (zespół muzyczny)
Adonai – polska grupa muzyczna wykonująca muzykę reggae z treściami chrześcijańskimi. Nazwa zespołu, Adonai używana była w starożytnym Izraelu jako zastępcze określenie imienia Boga JHWH.
Adonai powstał w 1999 z inicjatywy Matana i Doroty Sumińskich, którzy grali w zespole Pomoc Duchowa. Wsparli ich inni muzycy z polskich grup z kręgu muzyki chrześcijańskiej, m.in. basista dr Kmieta (Armia, 2Tm2,3), gitarzysta Robert Drężek (2Tm2,3 i Deus Meus).
Zespół nie deklarował przywiązania do określonego stylu muzycznego:
Nie chcieliśmy tworzyć kolejnej kapeli reggae, podobnej do wielu już istniejących, chcieliśmy raczej grać w wolności, po swojemu, z serca, bez żadnych ramek stylowych. Ta wolność dała nam możliwość korzystania z różnych stylów muzycznych. Każdy miał być sobą, każdy mógł wnosić swą osobowość muzyczną ku chwale Boga i ku radości ludzi. Nasze „reagge" to prosto mówiąc: reggae-praise & worship-funk-rock-jazz-folk.
Pierwsza sesja nagraniowa miała miejsce w styczniu 2000 w studio Edycji Świętego Pawła w Częstochowie. Jej owocem była wydana w czerwcu 2000 płyta „Skosztuj, zobacz". W styczniu 2002 grupa nagrała drugą płytę – „Ballada o miłości", która ukazała się w kwietniu 2002.

## Skład
- dr Kmieta – bas (Armia, 2Tm2,3)
- Robert „Drężmak" Drężek – gitary (2Tm2,3 i Deus Meus)
- Paweł Świca – perkusja (Lombard)
- Przemek Pacan – perkusja
- Matan Sumiński – flety, instrumenty perkusyjne, chórki
- Dorota Sumińska – śpiew, chórki, instrumenty perkusyjne
- Iwona Urbańska – śpiew, chórki, instrumenty perkusyjne
- Marzena Urbańska – śpiew, chórki
- Radek Sikorski – gitary
- Krzysztof Bas – trąbka
- Daniel Pomorski – trąbka
- Łukasz Kluczniak – saksofon, klawisze (Kapela Yanina)

Z grupą współpracował też skrzypek Andrzej Górecki oraz inni muzycy i wokaliści zapraszani do nagrań i koncertów.

## Dyskografia
- Skosztuj, zobacz (2000)
- Ballada o miłości (2002)
- 2000–2002 (kompilacja 2CD, 2006)